# Garda Síochána

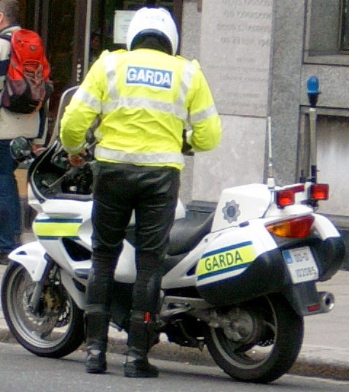
Garda-Streifenpolizist

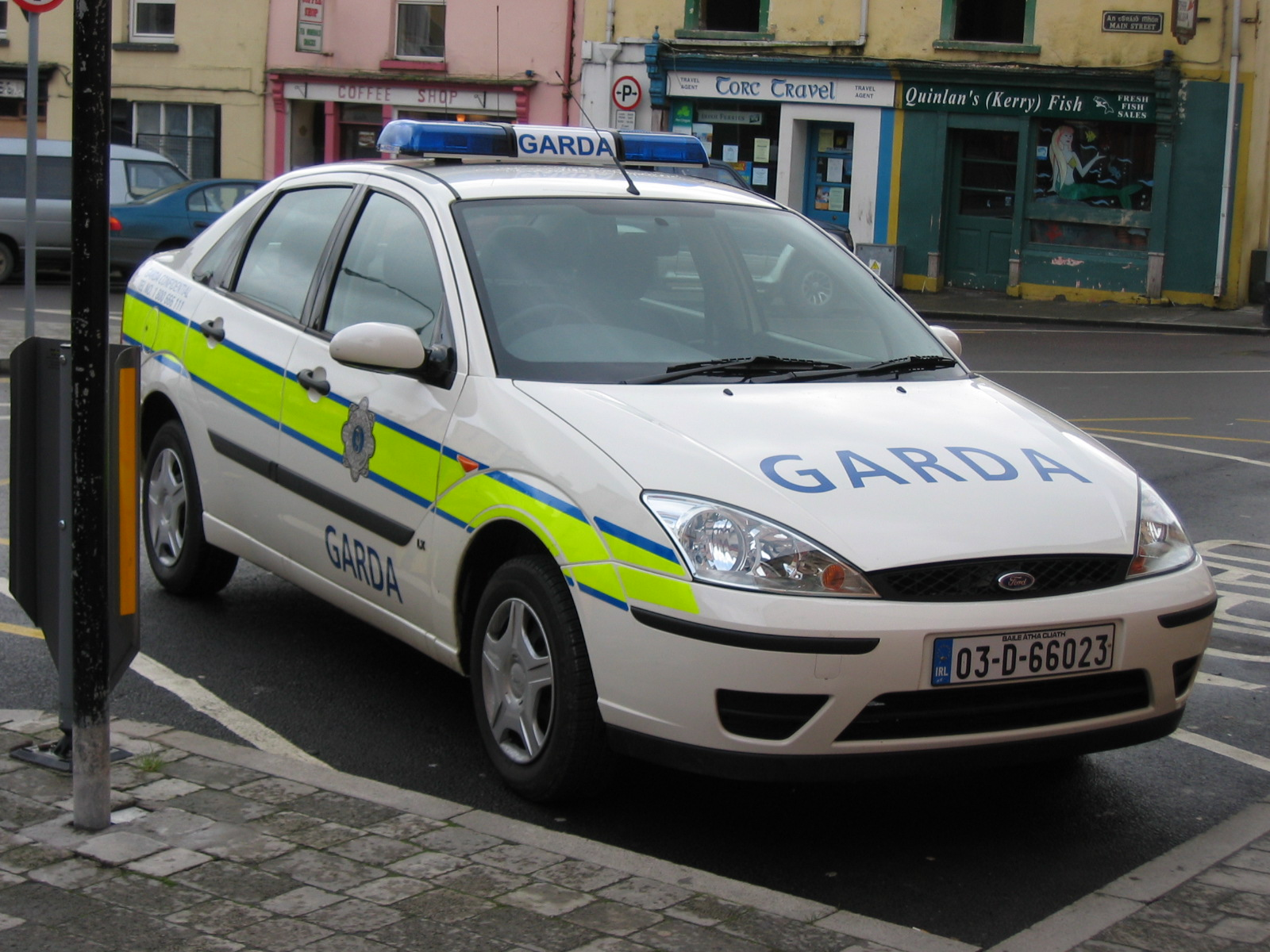
Streifenwagen der Garda

Garda Síochána na hÉireann [ˈɡaːɾd̪ə ˈʃiːxaːn̪ə n̪ə ˈheːɾʲən̪] („Friedens-Garde Irlands“) bezeichnet auf Irisch die seit 1922 bestehende Nationalpolizei in der Republik Irland. Die gebräuchlichste Kurzform im Sinne des Kollektivums (die) Polizei ist (an) Garda, wie auch der einzelne Polizist heißt. Der Plural (die) Polizisten = (na) Gardaí [ˈɡaːɾd̪iː] kommt ebenfalls häufig als Sammelbezeichnung für die Polizei vor. Umgangssprachlich wird in englischer Sprache in Irland jedoch auch das englische Wort guard für den einzelnen Polizisten (Plural und Sammelbezeichnung guards) benutzt. 
Die Behörde untersteht einem von der irischen Regierung eingesetzten Polizeipräsidenten, das Hauptquartier befindet sich im Phoenix Park in Dublin. Irland gliedert sich in sechs Polizeiregionen, darunter die Dublin Metropolitan Region, die jeweils von einem Regional Assistant Commissioner geleitet werden. Die Garda führt sämtliche polizeilichen Aufgaben innerhalb Irlands durch (Kriminalpolizei, Verkehrspolizei, Objektschutz etc.). Kommunale Polizeikräfte gibt es seit der Zusammenlegung der Dubliner Polizei mit der Garda im Jahr 1925 nicht mehr. Die Airport Police auf dem Flughafen von Dublin, die Harbour Police und die Railway Police, die auf dem Gelände von Bahnhöfen Dienst verrichtet, sind keine klassischen Polizeikräfte, sondern eher als Sicherheitsdienste zu bezeichnen. Verhaftungen werden auch hier nur von der Garda vorgenommen. Polizeiliche Sonderdienste, wie Flieger-, Hunde- und Reiterstaffel, werden zentral in Dublin vorgehalten.
Im normalen täglichen Streifendienst sind Gardaí unbewaffnet.
Die Ausbildung der Gardaí findet seit 1964 zentral im Garda Síochána College (Coláiste an Gharda Síochána) in Templemore, County Tipperary statt.
Die Special Detective Unit sowie die Garda Emergency Response Unit sind verantwortlich für die inländische Terrorismusbekämpfung und Spionageabwehr sowie den Personenschutz von Regierungsmitgliedern und ihren Gästen.